# Transacciones de las Grandes Ligas de Béisbol
Las transacciones de las Grandes Ligas de Béisbol son los diferentes movimientos que se puede realizar en el roster de un equipo de las Grandes Ligas durante o después de la temporada. Pueden incluir renuncias, liberaciones e intercambios de jugadores, así como también asignar jugadores a equipos de ligas menores.

## Roster activo, ampliado y de postemporada
A partir de la temporada 2022, cada equipo de las Grandes Ligas de Béisbol cuenta con un roster activo de 26 jugadores, un roster ampliado de 28 y un roster de reserva de jugadores de 40. Los beisbolistas del roster de 26 son elegibles para jugar en partidos oficiales de las Grandes Ligas durante toda la campaña. El roster de reserva de 40 incluye a los jugadores en la lista de 26 y hasta 14 más que pueden estar la lista de lesionados (7, 10, 15 o 60 días); en licencia por paternidad (3 días); o que están en las filiales de las Ligas Menores de Béisbol.
Desde el 1° de septiembre hasta el final de la temporada regular, cada equipo deberá ampliar su plantilla activa a 28 jugadores. (Antes de la temporada 2020, cualquier jugador en la lista de reserva de 40 hombres, era elegible para jugar en un partido oficial de la temporada regular a partir del 1 de septiembre). Muchos jugadores jóvenes hacen su debut en las Grandes Ligas de esta manera, como "convocados de septiembre".

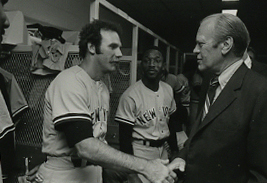
Sparky Lyle no pudo jugar en la postemporada de 1980 con Filadelfia por haber sido adquirido después del 31 de agosto.

Para ser elegible para el roster de postemporada de un equipo, un jugador debe estar en cualquiera de los siguientes: roster reserva de 40; la lista de lesionados; la lista de duelo; o roster restringido al 31 de agosto a la medianoche (hora del Este de los Estados Unidos). La única excepción es que un beisbolista que esté en la lista de lesionados al final de la temporada regular puede ser reemplazado en el roster de postemporada por cualquier otro que estuviera en la organización el 31 de agosto, con la aprobación del Comisionado.Todos los integrantes del roster del equipo durante la temporada serán elegibles para recibir un anillo de la Serie Mundial, después de que el equipo gane la Serie Mundial.
La regla del 31 de agosto se suspendió en 1945 para los militares que regresaban de la Segunda Guerra Mundial. Ha habido varios casos en los que un jugador adquirido después de la fecha límite del 31 de agosto hizo una contribución significativa a un equipo que competía por los playoffs, pero no fue elegible para la postemporada; por ejemplo, Pedro Ramos con los New York Yankees, de 1964; y Sparky Lyle con los Philadelphia Phillies, de 1980.

## Intercambios
Los equipos sólo pueden intercambiar jugadores que estén bajo contrato. Los intercambios entre dos o más equipos de las Grandes Ligas pueden ocurrir libremente en cualquier momento durante un periodo que comienza dos días después de la fecha del juego final de la Serie Mundial más reciente y cierra a las 4 p.m., hora de verano del Este (UTC 2000) el 31 de julio. La MLB había permitido intercambios durante el mes de agosto si los jugadores pasaban por waivers, pero los intercambios de agosto que involucraban a jugadores en el roster de 40 de un equipo fueron eliminados después de la temporada 2018 según las Reglas Oficiales de las Grandes Ligas, 9(b)(3).
A diferencia de otras ligas como la NFL, la NHL, la MLS y la NBA, los equipos de Grandes Ligas no pueden intercambiar selecciones de draft (con la excepción de las selecciones de draft de equilibrio competitivo), pero pueden adquirir los derechos de las selecciones de draft de la Regla 5. 
A partir de la temporada 2012, la MLB autorizó el intercambio de un tipo específico de selecciones del draft. Como parte de un acuerdo de negociación colectiva firmado entre MLB y el sindicato de jugadores, a cada equipo se le asigna un "fondo de bonificación", una cantidad determinada de dinero que puede usar para fichar a sus seleccionados del draft de ese año. Los clubes que superen su límite pueden ser penalizados con la pérdida de una o más selecciones futuras del draft. Esas selecciones de draft perdidas terminarán en posesión de equipos con bajos ingresos, que luego podrán intercambiarlas, si así lo desean. Las primeras selecciones otorgadas bajo este esquema fueron para el draft de 2013. 
Si un jugador ha estado en el roster activo de Grandes Ligas durante 10 temporadas completas y en un equipo durante las últimas 5, no puede ser traspasado a otro club sin su consentimiento (conocida como la regla 10 y 5). Además, algunos beisbolistas incluyen cláusulas de no intercambio en sus contratos, lo cual tiene el mismo efecto.
En algunos intercambios, uno de los componentes del acuerdo puede ser un " jugador a ser nombrado más tarde" que generalmente resulta ser un beisbolista de ligas menores. Esta figura se incluye cuando los equipos no pueden ponerse de acuerdo inmediatamente sobre un jugador específico o aún no es elegible para ser intercambiado. En estos casos, el beisbolista en cuestión deberá ser nombrado en el plazo máximo de seis meses. También se podrá intercambiar dinero en efectivo o alguna otra contraprestación a cambio del jugador que se nombrará más adelante. Por ejemplo, durante la huelga de las Grandes Ligas de Béisbol, de 1994, los Minnesota Twins cambiaron a Dave Winfield a los Indios de Cleveland en la fecha límite de cambios. Entre las condiciones del acuerdo estaba que si los Indios no jugaban más partidos en 1994, el gerente general de los Indios, John Hart, debía emitir un cheque por $100 a nombre de los Mellizos e invitar a cenar al gerente general de los Mellizos, Andy MacPhail. 

## Waivers
Es el proceso en el que los jugadores liberados se ponen a disposición de otros equipos para que puedan reclamarlos. Cualquier jugador bajo contrato puede ser colocado en waivers en cualquier momento. Antes de la abolición de los intercambios de agosto en 2019, los equipos debían, previamente, colocar en waivers a cualquier jugador que desearan intercambiar después de la fecha límite del 31 de julio de MLB.
Si un jugador es puesto en waivers, cualquier equipo puede reclamarlo. Si más de un club reclama al beisbolista de la lista, el equipo con el récord más bajo en la liga tiene preferencia. Si ningún equipo en la liga del jugador lo reclama, el equipo con el récord más bajo en la otra liga obtiene preferencia. En el primer mes de la temporada, la preferencia se determina utilizando la clasificación del año anterior.
Si un equipo reclama a un jugador de la lista de waivers y tiene un reclamo viable, su equipo actual puede elegir una de las siguientes opciones:
- Organizar un intercambio con el equipo reclamante por ese jugador dentro de los dos días hábiles siguientes al reclamo; o
- No hacer nada y permitir que el equipo reclamante haga tres cosas: asumir el contrato existente del jugador, pagarle al equipo que lo exime una tarifa de exención y colocar al jugador en su roster activo de Grandes Ligas.

Antes de 2019,  los equipos tenían una tercera opción: rechazar la solicitud del club reclamante y mantener al jugador en su roster de Grandes Ligas, cancelando efectivamente el waiver. En ese caso, el equipo que renuncia no podría usar la opción nuevamente para ese beisbolista en esa temporada; una renuncia posterior sería irrevocable y el equipo que la reclama obtendría el jugador esencialmente a cambio de nada. 

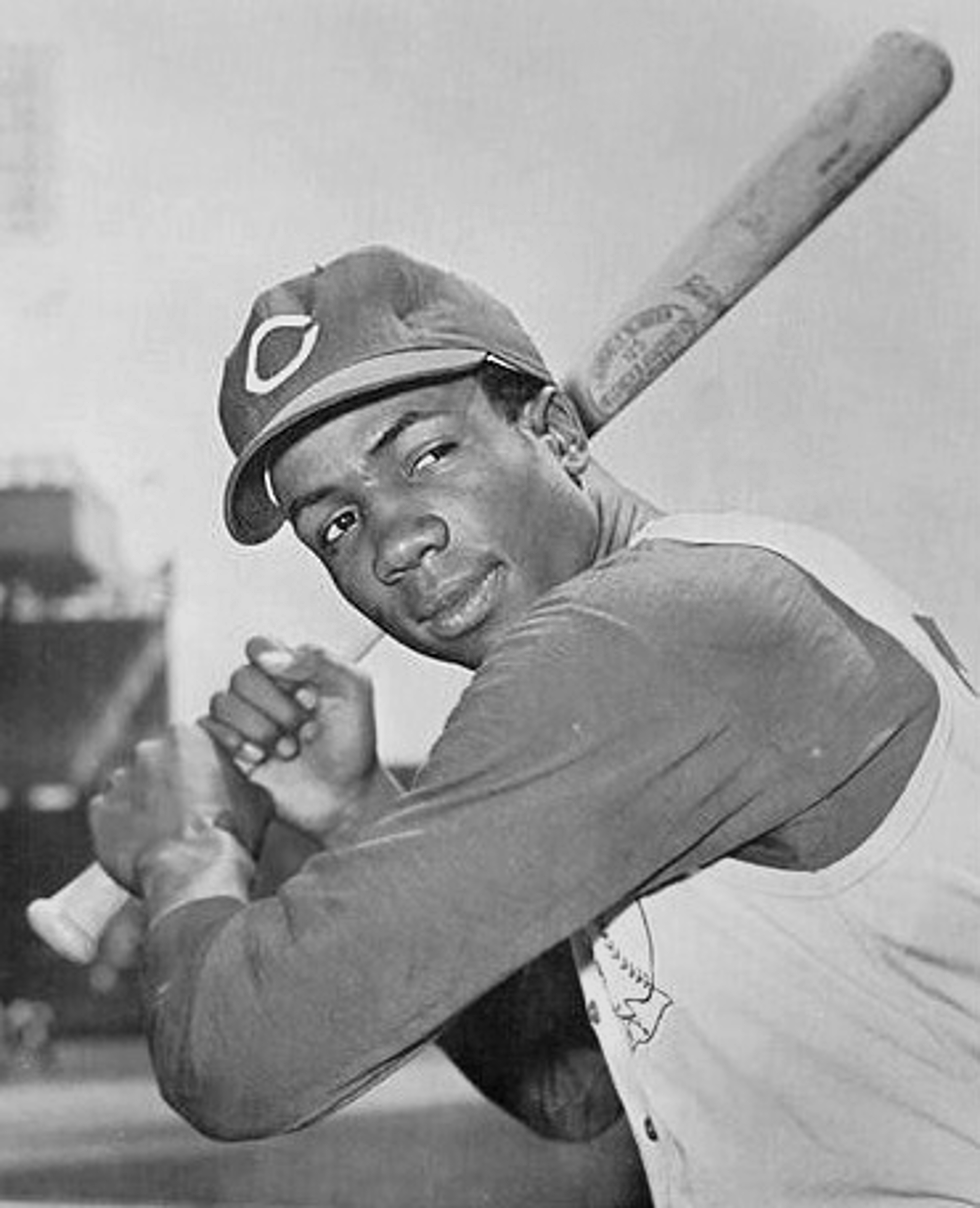
El cambio de Frank Robinson de Cincinnati a Baltimore ocasionó cambios en las reglas de intercambios entre ligas

Si ningún equipo reclama a un beisbolista de la lista de waivers después de tres días hábiles, el jugador habrá superado la lista de waivers y puede ser asignado a un equipo de ligas menores, intercambiado (a cualquier equipo) o liberado directamente.
La Liga Nacional fue la primera de las dos grandes ligas en adoptar la regla de la fecha límite de intercambios en 1917. Originalmente entró en vigor después del 15 de junio, pero posteriormente se modificó como resultado de un nuevo convenio colectivo de trabajo. Durante muchos años, los jugadores no podían ser transferidos de una liga a otra sin que todos los equipos de la liga del equipo que realizaba el intercambio los despidieran. Luego, en 1959, se estableció un período de intercambio entre ligas, centrado en las reuniones de béisbol de invierno en diciembre. Más tarde, hubo dos períodos de intercambio "entre ligas" cada año, uno desde después de la Serie Mundial -hasta mediados de diciembre- y el segundo desde una semana antes de que comenzaran los entrenamientos de primavera, hasta el 15 de marzo. Las ligas estaban tan decididas a evitar que sus estrellas fueran trasladadas de una liga a otra, que el entonces presidente de la Liga Nacional, Warren Giles, amenazó con impedir que los clubes de la Liga Nacional intercambiaran beisbolistas importantes con la Liga Americana después del acuerdo que envió a Frank Robinson de Cincinnati a Baltimore.

## Asignación a un equipo de ligas menores

### Opciones
Las opciones están reguladas por la Regla 11 (C) de la MLB. Un jugador tiene un número finito de años de opción en los que puede ser transferido entre las ligas mayores y menores hasta cinco veces por temporada a partir de 2022; anteriormente, un jugador podía ser transferido una cantidad ilimitada de veces sujeto al período de espera de 15 días para lanzadores y jugadores "two-way" (que pueden lanzar y batear) y al período de espera de 10 días para bateadores, excepto cuando se aplicaba la excepción del "27 º hombre" o de la lista de lesionados. 
Si un jugador está en el roster de reserva de 40 pero no en el plantel activo de las Grandes Ligas, se dice que está en asignación opcional: su organización puede moverlo libremente entre el club de las Grandes Ligas y el club de las Ligas Menores. Las reglas para esto son las siguientes: (En todos los casos, la asignación de un jugador en una lista de lesionados de las Grandes Ligas a las menores mientras está en una asignación de rehabilitación no cuenta como tiempo pasado en las menores).
1. Una vez que un jugador ha sido colocado en el roster de reserva de 40, el equipo tiene 3 años de opción sobre ese jugador. 
  1. Se considera que un jugador ha utilizado uno de esos tres años opcionales cuando pasa al menos 20 días en las menores en cualquiera de esas tres temporadas.
2. Un equipo puede tener un cuarto año opcional para un jugador con menos de cinco temporadas completas de experiencia profesional, siempre que se cumplan ambas condiciones siguientes.
  1. Un jugador no ha pasado al menos 90 días activo en un roster profesional en una temporada. Las ligas menores que juegan por debajo de la Clase A Avanzada tienen temporadas más cortas que 90 días y, como tal, cualquier jugador que pase una temporada completa en una liga de novatos o de Clase A (temporada corta) recibirá un cuarto año opcional.
  2. Un jugador no ha pasado al menos 60 días activo en un roster profesional. Y luego al menos 30 días en una lista de lesionados en una temporada. Sólo después de haber pasado 60 días activo en un roster profesional, el tiempo pasado en la lista de lesionados cuenta para el umbral de 90 días. Al igual que en el ejemplo anterior, esto no puede ocurrir con jugadores que pasan una temporada completa en una liga de novatos o de Clase A (temporada corta).

Según el actual acuerdo de negociación colectiva entre MLB y la Asociación de Jugadores, vigente a partir de la temporada 2022, un jugador puede ser enviado a las ligas menores no más de cinco veces en una temporada determinada. Una vez que un jugador es enviado a las menores (excepto si es llamado para servir como el "27° hombre" para una doble jornada), no puede ser llamado a las mayores por 10 días (si es un jugador de posición) o 15 días (si es un lanzador o un jugador "two way") a menos que otro beisbolista sea colocado en la lista de lesionados y sea llamado para reemplazarlo. Una vez que se han agotado todas las opciones de un jugador, se considera que está "sin opciones" y debe ser incluido y pasar por waivers antes de ser enviado a las ligas menores (también existe la regla del "consentimiento de los veteranos"). 
El sistema de opciones fue diseñado para evitar que los jugadores quedaran enterrados en las ligas menores para siempre, al obligar a los equipos a tomar una decisión dentro de un número limitado de años sobre si pueden o no utilizar a un jugador en las Ligas Mayores. Una vez colocado en el roster de 40 hombres, el jugador sabe que su equipo tendrá que llevarlo a las mayores, o exponerlo a ser reclamado en waivers para que otro equipo pueda llevarlo a las mayores, todo dentro de tres años.  Las opciones no se "reinician" si un jugador es traspasado: todavía tiene sólo los tres años de opción originales que comenzaron cuando fue colocado por primera vez en el roster de 40 hombres de un equipo. 

### Designado para asignación
Un jugador designado para asignación es eliminado inmediatamente del roster de 40. Esto le da al equipo tiempo para decidir qué hacer con él mientras libera un lugar en el roster para otra transacción, si es necesario. Una vez que un jugador es designado para asignación, el equipo tiene 7 días (habían sido 10 días bajo el Convenio Colectivo de Trabajo 2012-2016)para hacer una de las siguientes cosas: puede ser intercambiado, puede ser liberado, o puede ser puesto en waivers y, siempre que pase la prueba, transferido a las menores. Un beisbolista que es transferido a las menores es eliminado del roster de 40, pero aún recibe su salario de acuerdo con los términos de su contrato. Un jugador sólo puede ser transferido una vez en su carrera sin su consentimiento.

### Consentimiento de los veteranos
Si un jugador tiene 5 años de servicio en las Grandes Ligas, no podrá ser asignado a un equipo de ligas menores sin su consentimiento. Esta exclusión se aplica independientemente de si aún no ha sido transferido al equipo original, tiene opciones restantes o ha superado waivers. Si el jugador niega su consentimiento, el equipo deberá liberarlo o mantenerlo en el roster de las Grandes Ligas. En cualquier caso, el jugador deberá seguir recibiendo su salario según los términos de su contrato. Si es liberado y firma con un nuevo equipo, su equipo anterior deberá pagar la diferencia salarial entre ambos contratos si el contrato anterior preveía un salario mayor.

## Lista de lesionados
Si un jugador de las Grandes Ligas no puede jugar debido a una condición médica, puede ser colocado en la lista de lesionados de 10 días.  Esto elimina al jugador del roster de 25, liberando un espacio, pero el jugador no es elegible para jugar durante al menos 10 días consecutivos. Los jugadores en la lista de lesionados de 10 días todavía forman parte del plantel de 40 hombres. Un jugador lesionado también puede ser colocado en la lista de 60 días para eliminarlo del roster de 40 también, con la condición de que no sea elegible para jugar durante al menos 60 días consecutivos. Sin embargo, el roster de 40 debe estar completo antes de que un jugador pueda ser colocado en la lista de lesionados de 60 días.
En 2011, se agregó una lista de lesionados de 7 días específicamente para jugadores que sufrieron una conmoción cerebral. Esto se instituyó para permitir que los jugadores que pueden recuperarse de sus conmociones cerebrales rápidamente sean eliminados de la lista activa y reemplazados por un período de tiempo más corto que el período estándar. Un jugador que todavía sufre síntomas de conmoción cerebral al séptimo día es transferido automáticamente a la lista de 10 días. Tanto la lesión cerebral como la recuperación del jugador deben ser verificadas por los médicos del equipo y de la liga; la lista no está destinada a lesiones que no sean conmociones cerebrales.
Los jugadores colocados en la lista de lesionados de 7 o 10 días pueden ser trasladados a la lista de lesionados de 60 días en cualquier momento, pero no al revés. Los jugadores pueden ser colocados en cualquier lista de lesionados retroactivamente por un máximo de 5 días de inactividad y pueden permanecer en cualquiera de las listas durante el tiempo que sea necesario para recuperarse. Durante este período de 5 días, se dice que el estado de un jugador es "día a día", lo que indica que el equipo está en el proceso de decidir si el jugador debe ser colocado en lista de lesionados o si está lo suficientemente saludable como para regresar al servicio activo. Los jugadores lesionados no pueden ser canjeados sin el permiso del Comisionado ni pueden ser enviados a las ligas menores, aunque pueden ser asignados a un club de ligas menores para rehabilitación por un tiempo limitado (30 días para lanzadores, 20 para no lanzadores).

## Licencia personal

### Lista de duelo
La lista de duelo se puede utilizar cuando un jugador considera necesario abandonar el equipo para atender una enfermedad grave o la muerte de un familiar inmediato (o de su cónyuge). Un jugador incluido en la lista de duelo debe perderse un mínimo de tres juegos y un máximo de siete juegos. El equipo puede utilizar a otro jugador de su roster de 40 para reemplazar a un jugador en la lista de duelo. Fue adoptado a partir de la temporada 2003.

### Licencia por paternidad
La lista de licencia por paternidad se puede utilizar cuando un jugador decide dejar el equipo para asistir al nacimiento de su hijo. Un jugador colocado en la lista de licencia por paternidad debe perderse el próximo juego del equipo, pero no más de tres juegos. El equipo puede utilizar a otro jugador de su roster de 40 para reemplazar a un jugador en la lista de licencia por paternidad. Esta lista fue adoptada a partir de la temporada 2011. 

## Draft de Regla 5
Si un jugador que no está en el roster de 40 ha pasado cuatro años con un contrato de ligas menores, firmado originalmente cuando tenía 19 años de edad o más, o cinco años cuando fue firmado antes de los 19 años, es elegible para ser elegido por cualquier equipo en el draft de la regla 5 durante la temporada baja. Ningún equipo está obligado a elegir un jugador en el draft, pero algunos lo hacen. Si es elegido, el jugador debe permanecer en el roster de 26 hombres de las Grandes Ligas del equipo seleccionado durante toda la temporada después del draft; no puede ser enviado a las ligas menores ni designado a ellas. El equipo seleccionador puede, en cualquier momento, renunciar al jugador seleccionado en virtud de la regla 5, por ejemplo cuando ya no desea mantenerlo en su plantilla de Grandes Ligas. Si un jugador seleccionado en el draft de la regla 5 supera el waivers, se lo debe ofrecer nuevamente al equipo original, cancelando efectivamente la elección del draft de la regla 5. Una vez que un jugador reclutado según la regla 5 pasa una temporada entera en el roster de 26 hombres de su nuevo equipo, su estatus vuelve a la normalidad y puede ser enviado a una opción o designado para asignación. Para evitar el abuso del uso de la regla 5, la regla también establece que el recluta debe estar activo durante al menos 90 días. Esto evita que los equipos seleccionen jugadores para luego "ocultarlos" en la lista de lesionados durante la mayor parte de la temporada. Por ejemplo, si un jugador reclutado según la regla 5 solo estuvo activo durante 67 días en su primera temporada con su nuevo club, debe estar activo durante 23 días adicionales en su segunda temporada para satisfacer los requisitos de la regla 5.

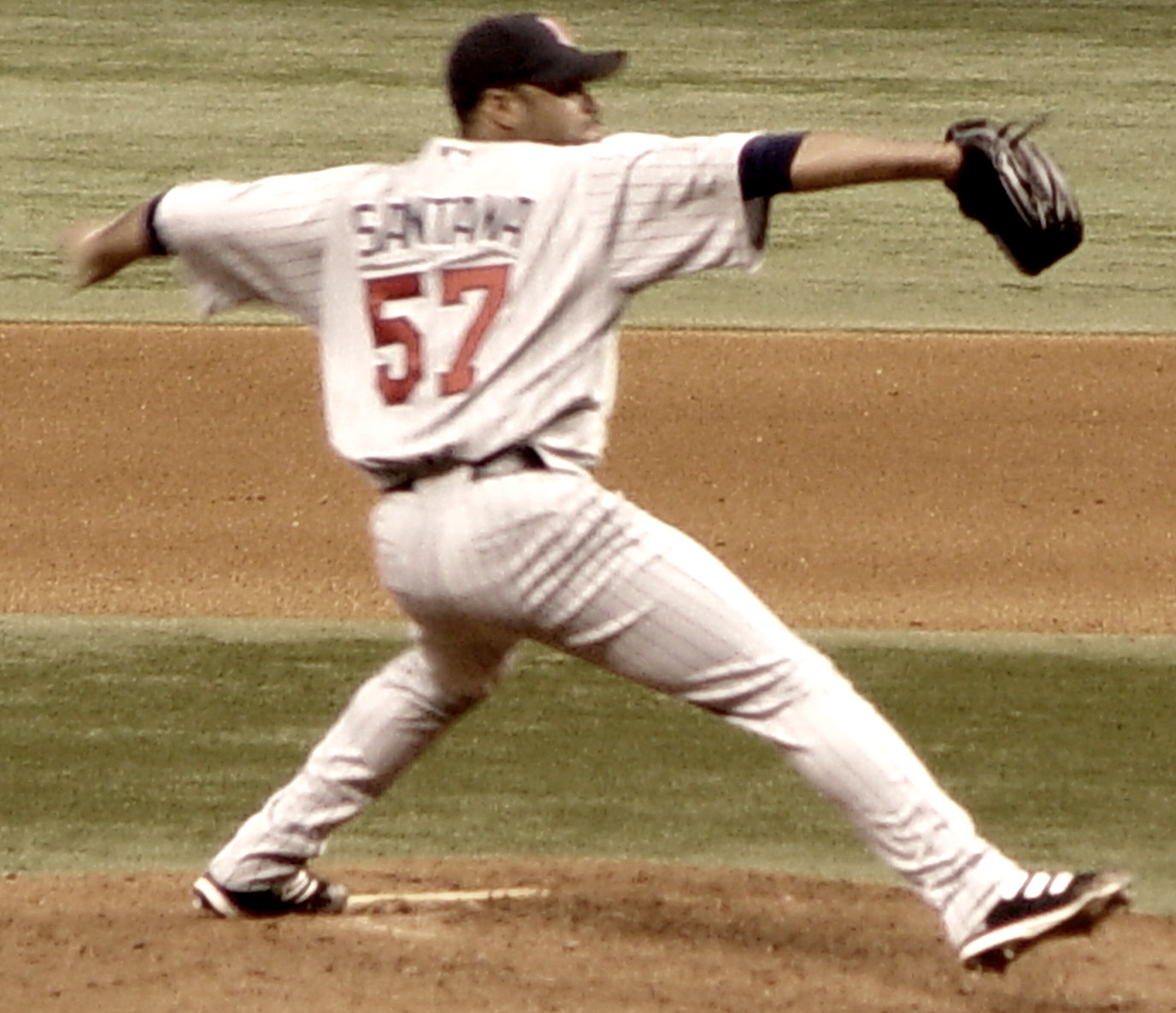
Los Astros de Houston se negaron a incluir a Johan Santana en su roster de 40, en 1999, y fue elegido por los Marlins en el draft de la regla 5 y lo cambiaron a los Mellizos de Minnesota. En el 2004, ganó el Premio Cy Young.

Cualquier jugador elegido en el draft de la regla 5 puede ser transferido a cualquier equipo mientras esté bajo las restricciones de la regla 5, pero las restricciones se transfieren al nuevo equipo. Si el nuevo equipo no quiere mantener al beisbolista en su roster de 26 hombres para la temporada, se le debe ofrecer regresar al equipo en el que estaba cuando fue elegido en el draft.
La intención del borrador de la regla 5 es evitar que los equipos mantengan a jugadores con potencial de Grandes Ligas en las ligas menores cuando otros equipos estarían dispuestos a tenerlos jugando en las mayores. Sin embargo, este draft también se ha convertido en una oportunidad para que un equipo elija a un prospecto destacado de otro equipo que podría no estar listo para las ligas mayores. Por ejemplo, el ganador del premio Cy Young, Johan Santana, fue elegido por los Marlins de Florida cuatro años antes de ganar el premio, cuando los Astros de Houston se negaron a incluirlo en su roster de 40 hombres. Los Marlins eligieron a Santana en el draft de la regla 5 de 1999 y lo cambiaron a los Mellizos de Minnesota, quienes lo mantuvieron en su roster durante la temporada 2000, en la que logró un promedio de carreras limpias de 6.49 con solo 21 años de edad. Dos años después, se legitimó como lanzador de Grandes Ligas, con una efectividad por debajo de 3.00, y dos años después, fue reconocido como uno de los mejores lanzadores de la liga. Si no hubiera sido elegido en el draft de la regla 5, probablemente no habría hecho su debut en las Grandes Ligas hasta la temporada 2001 o 2002 con los Astros.
Roberto Clemente es el único beisbolista seleccionado en el draft de la Regla 5 que llegó al Salón de la Fama, después de haber sido escogido por los Piratas de Pittsburgh de los entonces Dodgers de Brooklyn, en 1955.